# Biria
Biria war ein deutscher Fahrradhersteller mit Hauptsitz in Neukirch/Lausitz und Erfinder des Antiblockiersystems für Fahrräder.

## Firmengeschichte
1982 baute der gebürtige Iraner Mehdi Biria (* 1933) sein Unternehmen in Heidelberg auf und übernahm die Generalvertretung der DDR-Fahrradhersteller MIFA in Sangerhausen und VEB Fortschritt in Neukirch. Im Jahre 1990 übernahm Mehdi Biria 51 % der Anteile am Werk Neukirch, der Rest blieb bei der Treuhand. Die komplette Übernahme des zur Sachsen Zweirad GmbH umgewandelten Unternehmens erfolgte 1991.
Das Unternehmen lieferte 1995 die ersten Lastenfahrräder für die Deutsche Post AG aus. Ab 1998 führte es weitere Fachhandelsmarken ein. Biria stellte Fahrräder der Marken Biria, Calvin, Dürkopp und Hawk her. Außerdem produzierte das Unternehmen Spezialräder, zum Beispiel Lastenräder, Werksräder und Falträder.
2000 wurde die Bike Systems GmbH in Nordhausen übernommen. Das  Fahrradwerk hatte in der DDR als Teil des VEB IFA Motorenwerk firmiert.
2001 gründete Biria in einem Zusammenschluss mit zehn Unternehmen aus den Bereichen Produktion, Vertrieb und Service die Bike & Fitness Alliance. 2003 verschmolzen die Sachsen Zweirad GmbH und die Biria AG zur Biria AG in Neukirch. Produziert wurde weiterhin in Neukirch und Nordhausen.
Biria zählte zu den drei größten Fahrradproduzenten Europas. Im Jahr 2005 erwirtschaftete das Unternehmen ca. 75 Millionen Euro Umsatz und beschäftigte gut 400 Mitarbeiter, es wurden 500.000 Fahrräder verkauft.
Zum 22. Dezember 2005 wurden wegen längerer finanzieller Probleme die beiden Fahrradwerke in Neukirch und Nordhausen an eine Tochtergesellschaft der amerikanischen Fondsgesellschaft Lone Star verkauft. Ziel sollte es ursprünglich sein, die Gesellschaft finanziell zu sanieren und wieder wettbewerbsfähig zu machen. Im Jahre 2006 konnten entgegen den Erwartungen nur 300.000 Fahrräder produziert werden.
Das Biria-Fahrradwerk in Neukirch im Landkreis Bautzen wurde von den neuen Eignern zum Jahresende 2006 geschlossen. Die Lagerbestände, Vorräte sowie Kundenverträge des Unternehmens wurden von Lone Star an das Unternehmen Mifa für acht Millionen Euro verkauft. Mifa bezahlt den Kaufpreis mit einer Übertragung von 25 % seiner Aktien an Lone Star. Durch die Stilllegung des Werkes in Neukirch verloren 220 Mitarbeiter ihren Arbeitsplatz. Anfang Februar einigten sich Betriebsrat und Geschäftsführung auf einen Sozialplan in Höhe von 3,6 Mio. Euro.
Biria hatte bis zum Verkauf Staatsbeihilfen in Höhe von 5,2 Millionen Euro erhalten. Am 25. Januar 2007 entschied die EU-Kommission, dass diese Beihilfen zu Unrecht geflossen seien und daher zurückzuzahlen seien.

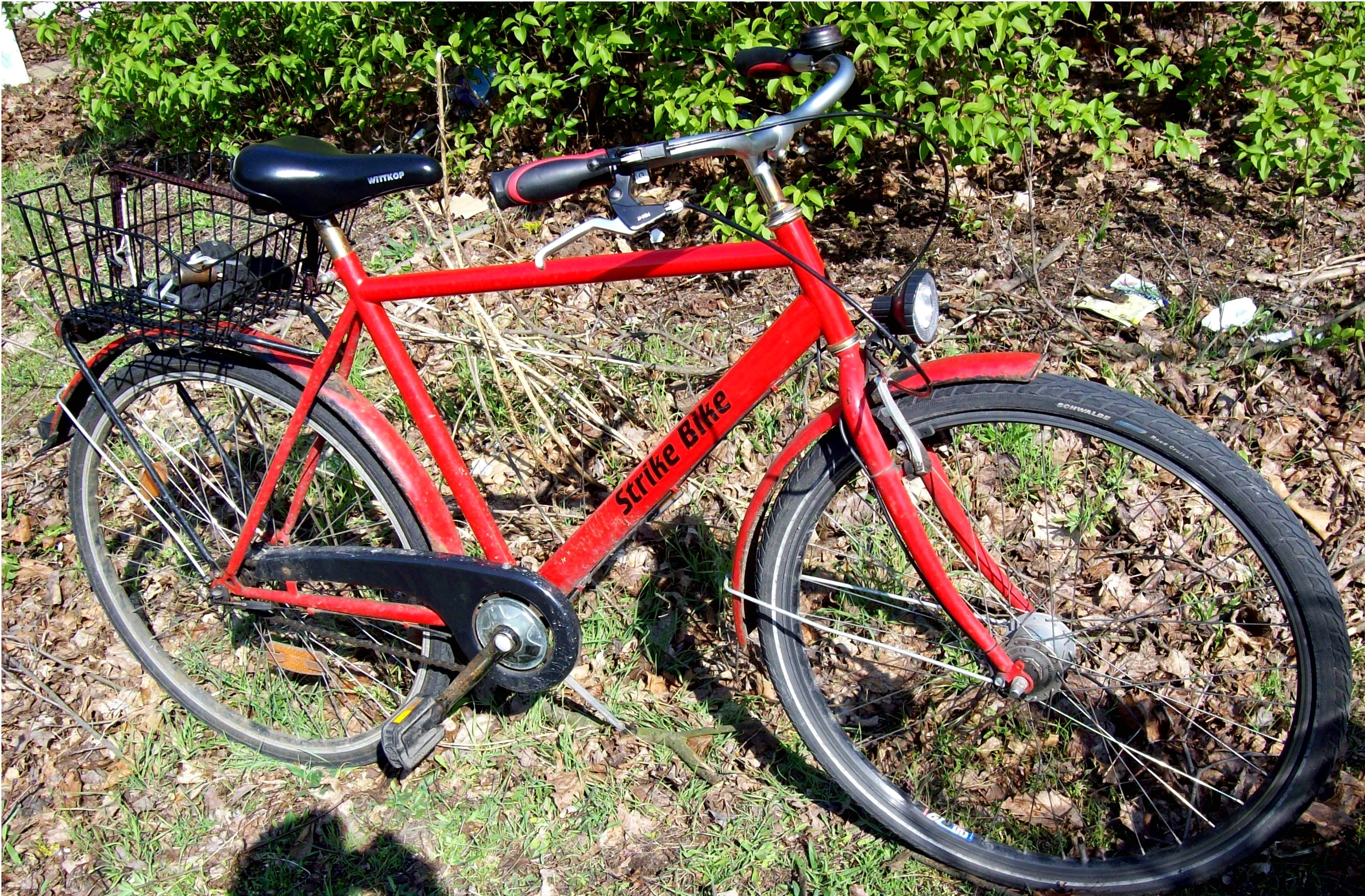
Das Strike Bike war in Rot oder Schwarz erhältlich

Am 20. Juni 2007 wurde den Mitarbeitern des Werkes in Nordhausen die Schließung zum 30. Juni 2007 bekanntgegeben. Am 10. August 2007 stellte die Bike Systems GmbH einen Insolvenzantrag wegen drohender Zahlungsunfähigkeit. Seit der Stilllegung Ende Juni hatte die Belegschaft das Werk aus Protest besetzt gehalten und so  zunächst den vollständigen Abbau der Fertigungsanlagen verhindert. Während der Besetzung fertigten die Arbeiter das „Strike-Bike“. Mit der Übernahme des Betriebs durch den Insolvenzverwalter endete die „ständige Betriebsversammlung“. Kurze Zeit später war der Großteil des Unternehmens abgewickelt. Am 17. März 2008 gründeten 21 ehemalige Nordhäuser Mitarbeiter der Bike Systems GmbH die Strike-Bike GmbH. Am 1. Mai 2008 wurde die Produktion aufgenommen, im November 2010 war das Unternehmen insolvent.

## Innovationen
Biria war der erste Hersteller, der ein Antiblockiersystem für Fahrräder entwickelt hat. Auch eine elektronische Wegfahrsperre für Fahrräder hatte Biria im Programm.

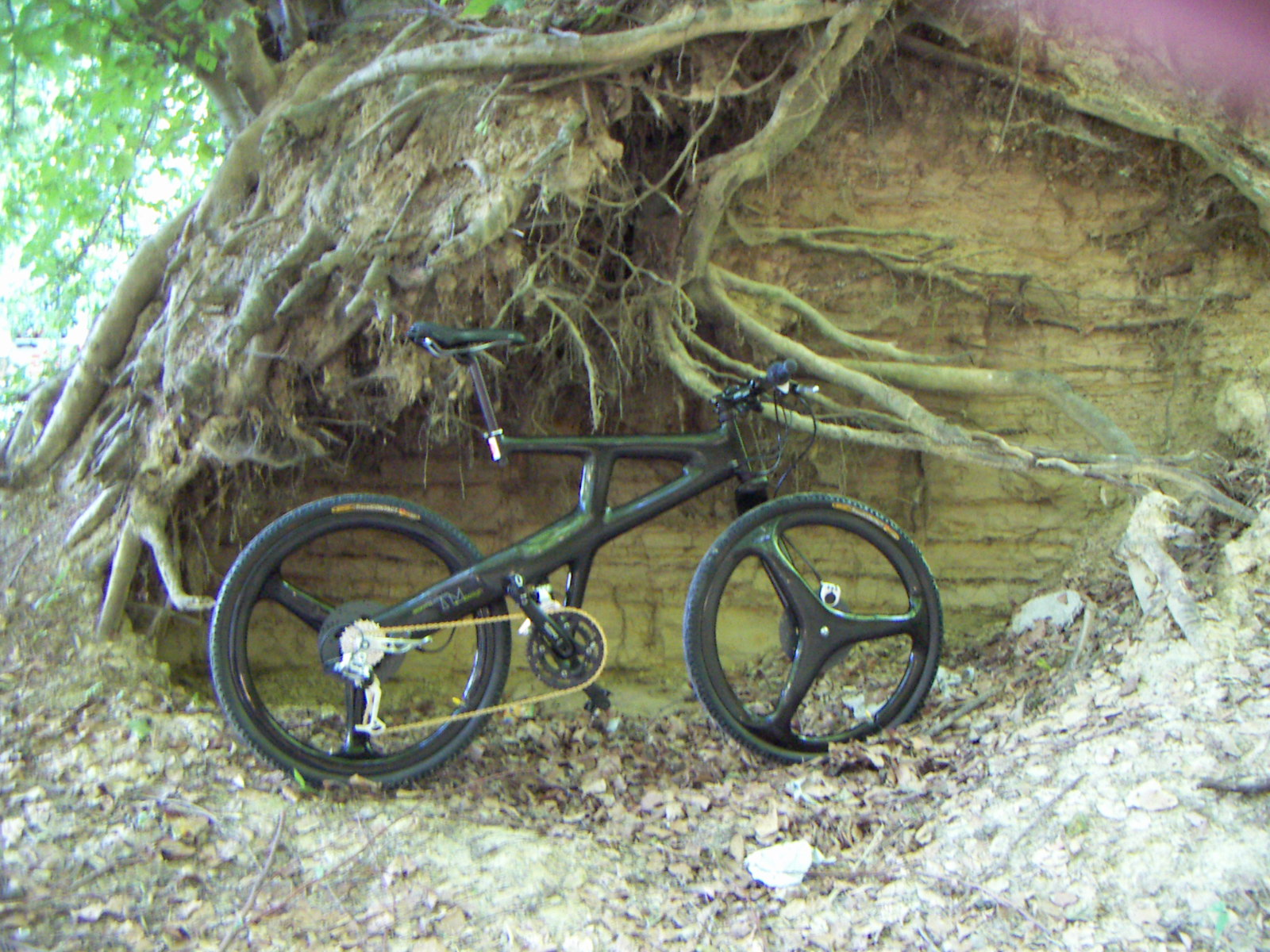
„Biria unplugged“ von 1998

1996 wurde das Modell unplugged vorgestellt, welches von TM-design entworfen worden war. TM fertigte auch die Carbonteile, während die Montage bei Biria erfolgte. Da jedes Fahrrad ein Einzelstück war und sich in der Ausstattung unterschied, schwankte der Verkaufspreis zwischen 17.000 und 22.000 DM. Die Stückzahl war erwartungsgemäß gering, Angaben gehen teilweise von nur 17 fertiggestellten Fahrrädern aus. Das Fahrrad gilt als Ikone des Fahrraddesigns.